# 26ste uitreiking van de Premios Goya
De 26ste uitreiking van de Premios Goya vond plaats in Madrid op 19 februari 2012. De ceremonie werd uitgezonden op TVE en werd gepresenteerd door Eva Hache.

## Winnaars en genomineerden
| Beste film | Beste regisseur |
| --- | --- |
| - No habrá paz para los malvados - Blackthorn - La piel que habito - La voz dormida | - Enrique Urbizu – No habrá paz para los malvados - Mateo Gil – Blackthorn - Pedro Almodóvar – La piel que habito - Benito Zambrano – La voz dormida |
| Beste acteur | Beste actrice |
| - José Coronado – No habrá paz para los malvados - Daniel Brühl – EVA - Antonio Banderas – La piel que habito - Luis Tosar – Mientras duermes | - Elena Anaya – La piel que habito - Verónica Echegui – Katmandú, un espejo en el cielo - Salma Hayek – La chispa de la vida - Inma Cuesta – La voz dormida |
| Beste mannelijke bijrol | Beste vrouwelijke bijrol |
| - Lluís Homar – EVA - Raúl Arévalo – Primos - Juanjo Artero – No habrá paz para los malvados - Juan Diego – 23-F: la película | - Ana Wagener – La voz dormida - Maribel Verdú – De tu ventana a la mía - Goya Toledo – Maktub - Pilar López de Ayala – Intruders |
| Beste debuterend acteur | Beste debuterend actrice |
| - Jan Cornet – La piel que habito - José Mota – La chispa de la vida - Marc Clotet – La voz dormida - Adrián Lastra – Primos | - María León – La voz dormida - Blanca Suárez – La piel que habito - Michelle Jenner – No tengas miedo - Alba García – Verbo |
| Beste origineel scenario | Beste bewerkt scenario |
| - No habrá paz para los malvados – Enrique Urbizu, Michel Gaztambide - Blackthorn – Miguel Barros - EVA – Martí Roca, Sergi Belbel, Cristina Clemente, Aintza Serra - Midnight in Paris – Woody Allen                                                          | - Arrugas – Ángel de la Cruz, Ignacio Ferreras, Paco Roca, Rosanna Cecchini - Katmandú, un espejo en el cielo – Icíar Bollaín - La piel que habito – Pedro Almodóvar - La voz dormida – Benito Zambrano, Ignacio del Moral                                                                                       |
| Beste Ibero-Amerikaanse film | Beste Europese film |
| - Un cuento chino – Argentinië - Boleto al paraíso – Cuba - Miss Bala – Mexico - Violeta se fue a los cielos – Chili | - The Artist – Michel Hazanavicius - Jane Eyre – Cary Fukunaga - Melancholia – Lars von Trier - Carnage – Roman Polanski |
| Beste debuterend regisseur | Beste animatiefilm |
| - Kike Maíllo – EVA - Paula Ortiz – De tu ventana a la mía - Paco Arango – Maktub - Eduardo Chapero-Jackson – Verbo | - Arrugas - Cartago Nova - Papá soy una zombi |
| Beste camerawerk | Beste montage |
| - Blackthorn – Juan Ruiz Anchía - EVA – Arnau Valls Colomer - La piel que habito – José Luis Alcaine - No habrá paz para los malvados – Unax Mendía | - No habrá paz para los malvados – Pablo Blanco - Blackthorn – David Gallart - EVA – Elena Ruiz - La piel que habito – José Salcedo |
| Beste artdirector | Beste productiemanager |
| - Blackthorn – Juan Pedro de Gaspar - EVA – Laia Colet - La piel que habito – Antxón Gómez - No habrá paz para los malvados – Antón Laguna | - Blackthorn – Andrés Santana - EVA – Toni Carrizosa - La piel que habito – Toni Novella - No habrá paz para los malvados – Paloma Molina |
| Beste geluid | Beste speciale effecten |
| - No habrá paz para los malvados – Licio Marcos de Oliveira, Nacho Royo-Villanova - Blackthorn – Daniel Fontrodona, Marc Orts, Fabiola Ordoyo - EVA – Jordi Rossinyol, Oriol Tarragó, Marc Orts - La piel que habito – Iván Marín, Marc Orts, Pelayo Gutiérrez | - EVA – Arturo Balseiro, Lluís Castells - Intruders – Raúl Romanillos, David Heras Luengo - La piel que habito – Reyes Abades, Eduardo Díaz - No habrá paz para los malvados – Raúl Romanillos, Chema Remacha |
| Beste kostuums | Beste grime en haarstijl |
| - Blackthorn – Clara Bilbao - La piel que habito – Paco Delgado - La voz dormida – María José Iglesias García - No habrá paz para los malvados – Patricia Monné                                                                                                | - La piel que habito – Karmele Soler, David Martí, Manolo Carretero - Blackthorn – Ana López-Puigcerver, Belén López-Puigcerver - EVA – Concha Rodríguez, Jesús Martos - No habrá paz para los malvados – Montse Boqueras, Nacho Díaz, Sergio Pérez                                                              |
| Beste filmmuziek | Beste origineel nummer |
| - La piel que habito – Alberto Iglesias - Blackthorn – Lucio Godoy - EVA – Evgueni Galperine, Sacha Galperine - No habrá paz para los malvados – Mario de Benito                                                                                               | - La voz dormida – Carmen Agredano ("Nana de la hierbabuena") - De tu ventana a la mía – Paula Ortiz, Avshalom Caspi, Pachi García ("Debajo del limón") - Maktub – Jorge Pérez Quintero, Borja Jiménez Mérida, Patricio Martín Díaz ("Nuestra playa eres tú") - Verbo – Pascal Gaignem, Ignacio Fornés ("Verbo") |
| Beste korte film | Beste korte animatiefilm |
| - El barco pirata – Fernando Trullols - El premio – Elías León Siminiani - Matar a un niño – José Esteban Alenda, César Esteban Alenda - Lala – Esteban Crespo García                                                                                          | - Birdboy – Pedro Rivero, Alberto Vázquez Rico - Ella – Juan Montes de Oca - Zeinek gehiago iraun – Gregorio Muro - Rosa – Jesús Orellana |
| Beste documentaire | Beste korte documentaire |
| - Escuchando al juez Garzón - 30 años de oscuridad - El cuaderno de barro - Morente | - Regreso a Viridiana – Pedro González Bermúdez - Alma – José Javier Pérez Prieto - Nuevos tiempos – Jorge Dorado - Virgen Negra – Raúl de la Fuente |
| Ere-Goya | |
| Josefina Molina | |

## Prijzen per film
| Film                            | Nominaties | Prijzen |
| ------------------------------- | ---------- | ------- |
| La piel que habito              | 16         | 4       |
| No habrá paz para los malvados  | 14         | 6       |
| EVA                             | 12         | 3       |
| Blackthorn                      | 11         | 4       |
| La voz dormida                  | 9          | 3       |
| De tu ventana a la mía          | 3          | 0       |
| Maktub                          | 3          | 0       |
| Verbo                           | 3          | 0       |
| Arrugas                         | 2          | 2       |
| Intruders                       | 2          | 0       |
| Katmandú, un espejo en el cielo | 2          | 0       |
| La chispa de la vida            | 2          | 0       |
| Primos                          | 2          | 0       |